# Microgoniella plutoniella
Microgoniella plutoniella är en insektsart som beskrevs av Young 1977. Microgoniella plutoniella ingår i släktet Microgoniella och familjen dvärgstritar. Inga underarter finns listade i Catalogue of Life.